# Aussersihl
Aussersihl (toponimo tedesco) è il distretto 4 del comune svizzero di Zurigo, nel Canton Zurigo (distretto di Zurigo); nel 2012 contava 27 605 abitanti.

## Storia

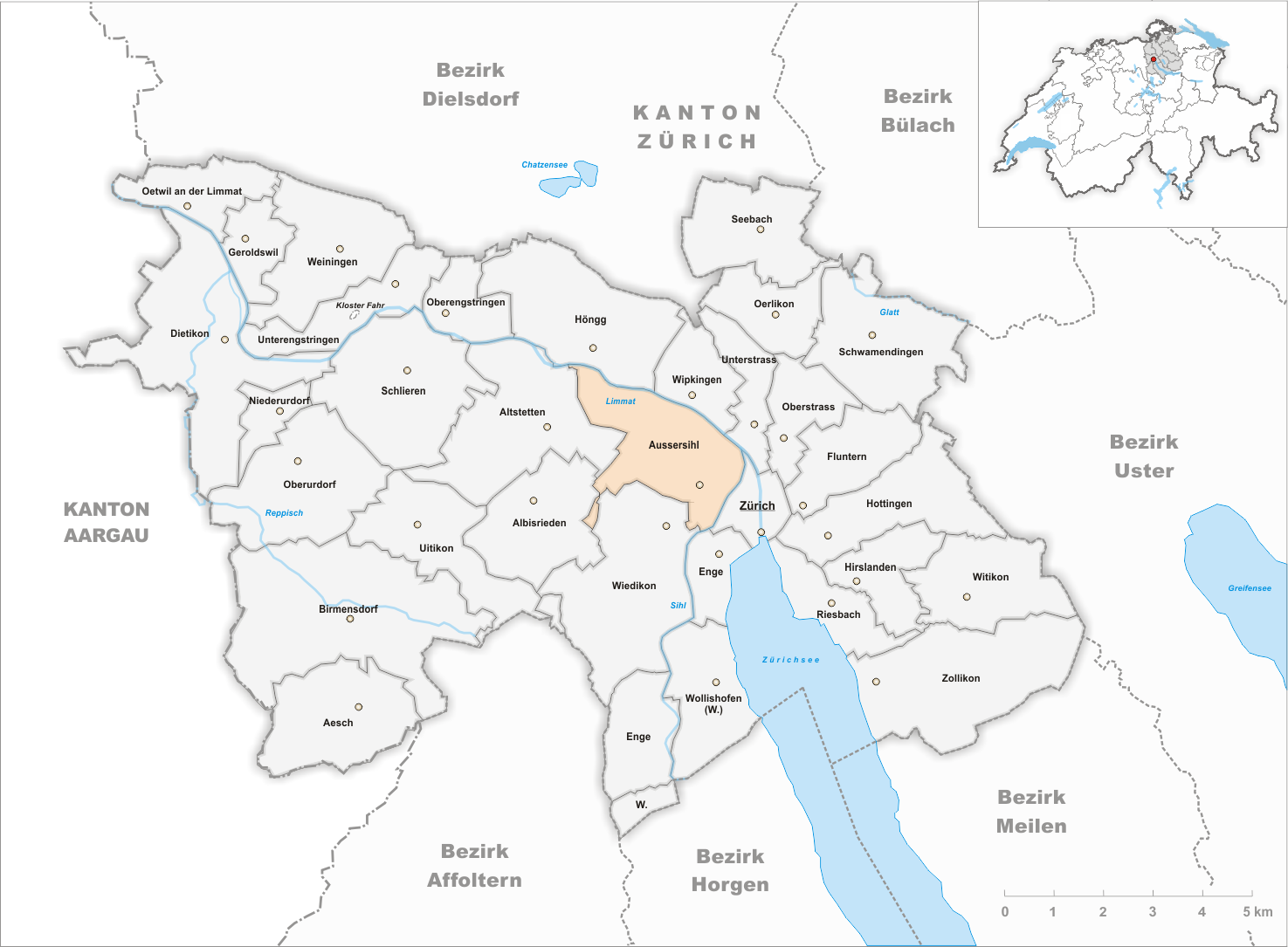
Il territorio del comune di Aussersihl prima degli accorpamenti comunali del 1893

Già comune autonomo che comprendeva anche l'attuale distretto 5 (Industriequartier), nel 1893 è stato accorpato al comune di Zurigo assieme agli altri comuni soppressi di Enge, Fluntern, Hirslanden, Hottingen, Leimbach, Oberstrass, Riesbach, Unterstrass, Wiedikon, Wipkingen e Wollishofen. Dopo l'incorporazione formò, assieme a Wiedikon, il III distretto; questo venne poi, nel 1913, diviso nei distretti 3 (Wiedikon), 4 (Aussersihl) e 5 (Industriequartier).

## Monumenti e luoghi d'interesse

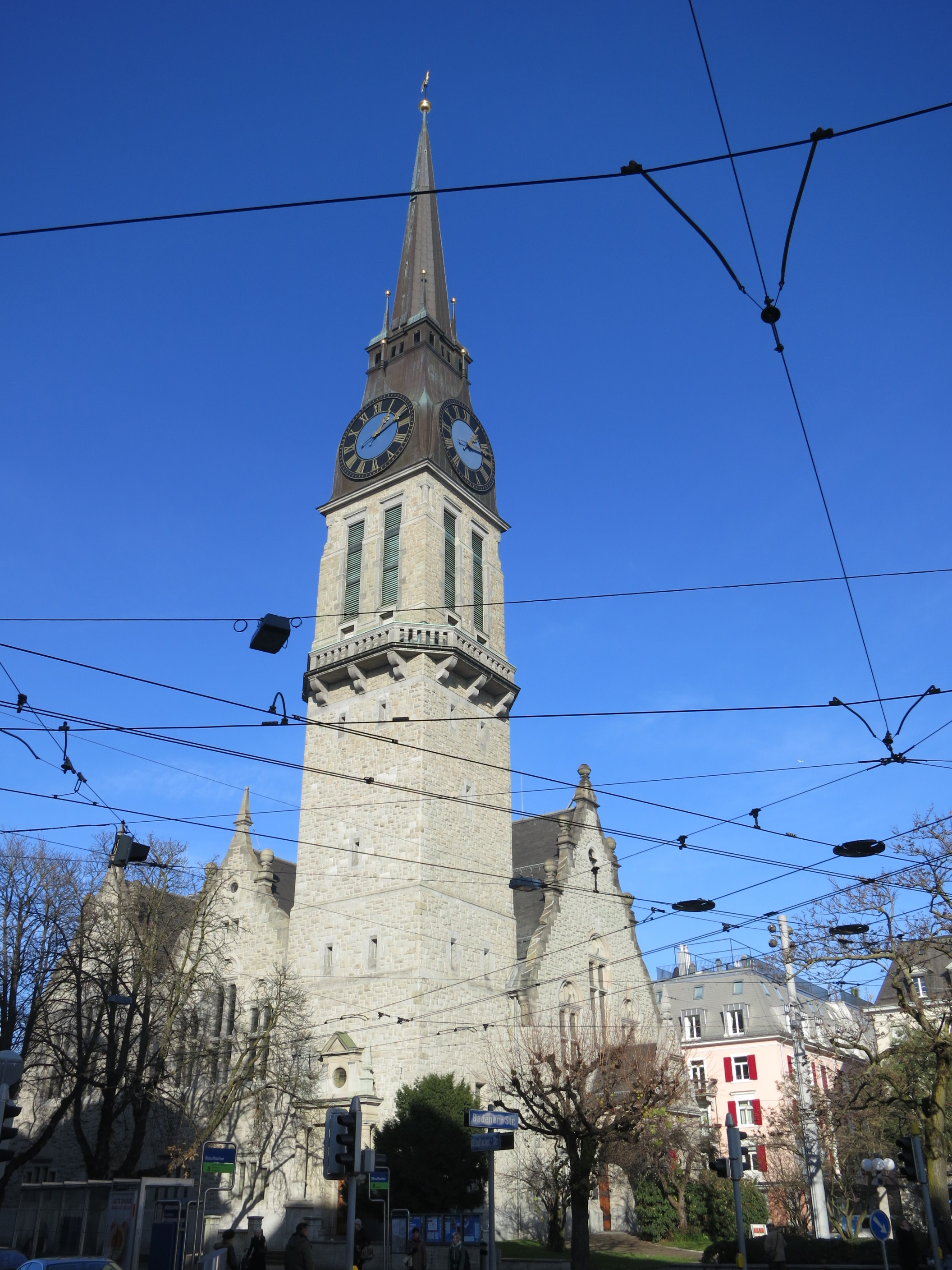
La chiesa di San Giacomo

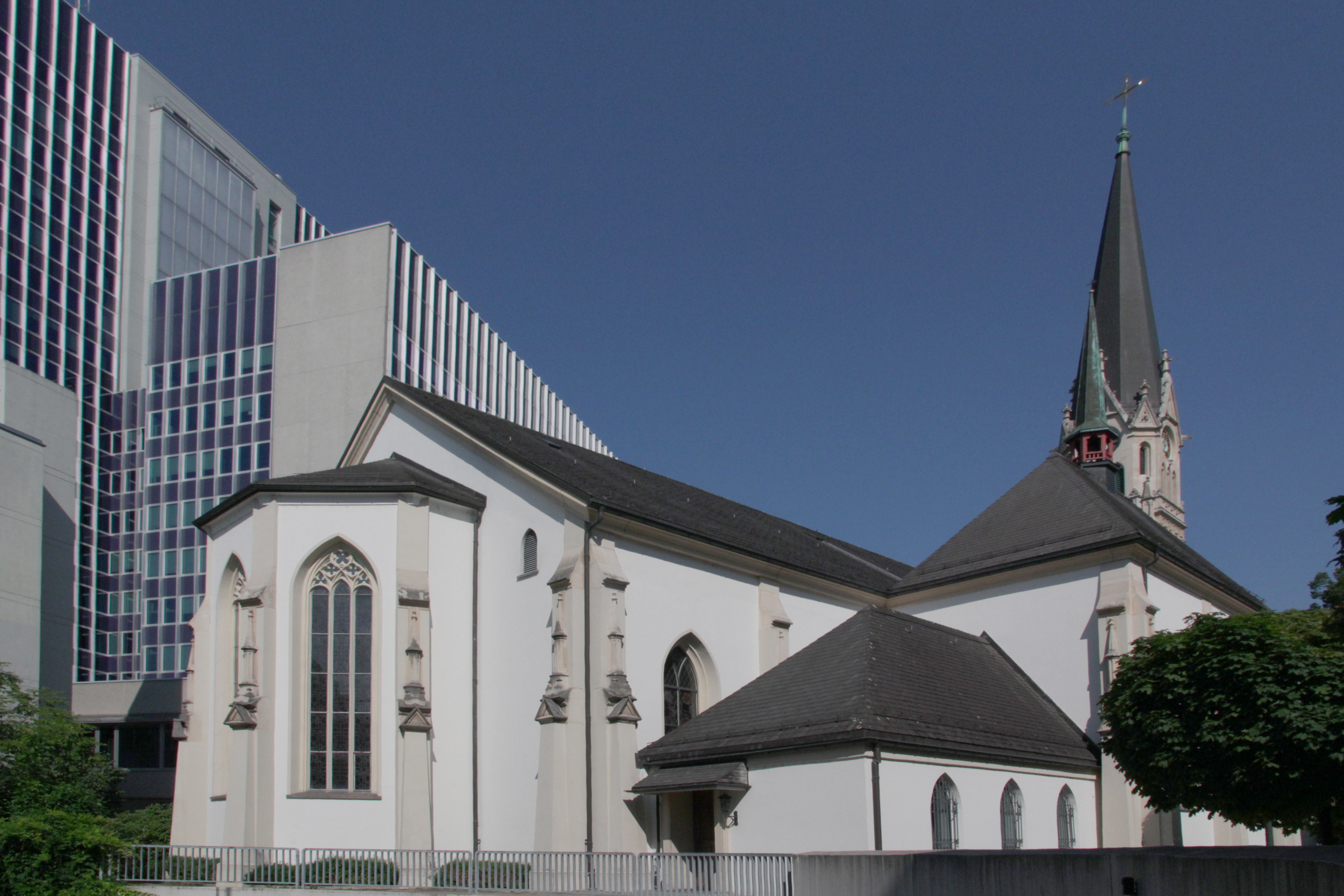
La chiesa dei Santi Pietro e Paolo

- Chiesa riformata di San Giacomo, eretta nel 1901[1];
- Chiesa riformata di Bullinger, eretta nel 1925[1];
- Chiesa cattolica dei Santi Pietro e Paolo, eretta nel 1874[1];
- Chiesa cattolica dei Santi Felice e Regola, eretta nel 1950[1];
- Chiesa cattolica di San Giovanni Bosco, eretta nel 1951[senza fonte].

## Società

### Evoluzione demografica
L'evoluzione demografica è riportata nella seguente tabella:
Abitanti censiti

## Geografia antropica

### Quartieri
Dal 1971 il distretto è suddiviso in tre quartieri:
- Hard
- Langstrasse
- Werd

## Amministrazione
Ogni famiglia originaria del luogo fa parte del cosiddetto comune patriziale e ha la responsabilità della manutenzione di ogni bene ricadente all'interno dei confini del comune.